# 1925 год в изобразительном искусстве СССР
1925 год был отмечен рядом событий, оставивших заметный след в истории советского изобразительного искусства.

## События
- 8 февраля в Москве в Музее изобразительных искусств открылась VII выставка картин и скульптуры АХРР «Революция, быт и труд». Среди 375 работ 122 авторов экспонировались произведения Михаила Авилова, Абрама Архипова, Михаила Бобышова, Фёдора Богородского, Исаака Бродского, Александра Вахрамеева, Митрофана Грекова, Николая Дормидонтова, Петра Котова, Бориса Кустодиева,  Василия Хвостенко и других художников[1].

- 8 марта в Москве в залах Государственной Третьяковской галереи открылась выставка «Женщина в русской живописи». Помимо работ современных художников экспонировались произведения художников XVIII—XX вв. Были представлены работы Абрама Архипова, Виктора Васнецова, Александра Головина, Анны Голубкиной, Наталии Гончаровой, Бориса Григорьева, Николая Касаткина, Константина Коровина, Бориса Кустодиева, Филиппа Малявина, Владимира Маковского, Василия Рождественского, Кузьмы Петрова-Водкина, Зинаиды Серебряковой и других художников[2].

- В апреле в Москве в Государственном музее изящных искусств при поддержке ГАХН открылась первая выставка произведений художников общества "4 искусства". На открытии выступал нарком просвещения А. В. Луначарский. 28 художников представили 215 произведений. Экспонировались работы Льва Бруни, Константина Истомина, Алексея Кравченко, Павла Кузнецова, Петра Митурича, Нины Нисс-Гольдман, Кузьмы Петрова-Водкина, Мартироса Сарьяна, Владимира Фаворского и других художников[3].
- В июне ректором ленинградского ВХУТЕИНа утверждён Э. Э. Эссен, бывший выпускник архитектурного факультета, проработавший на этом посту до 1928 года.

- 22 июня в Ленинграде на улице Обуховской Обороны у Володарского моста открыт бронзовый памятник В. Володарскому. Авторы: скульпторы Манизер М. Г. и Блезе-Манизер Л. В., архитектор Витман В. А.

- Ленинградский Институт художественной культуры преобразован в Государственный институт художественной культуры (ГИНХУК). Руководство его экспериментальными мастерскими осуществляли Казимир Малевич, Владимир Татлин, Михаил Матюшин[4].

- В Ленинграде Филонов Павел Николаевич (1883—1941) организовал группу «Мастеров аналитического искусства».

- В Ленинграде в залах Академии художеств открылась выставка заключительных работ студентов Ленинградской Академии художеств. Среди 241 работы 49 авторов экспонировались произведения Израиля Лизака, Вячеслава Пакулина, Алексея Пахомова, Марии Федоричевой и других художников[5].

- В Ленинграде бывшее училище технического рисования барона А. Л. Штиглица присоединено к ленинградскому ВХУТЕИНу.

- 4 октября в Ленинграде в залах Академии художеств открылась VI выставка «Общины художников». Среди 978 работ 99 авторов экспонировались произведения Георгия Верейского, Всеволода Воинова, Михаила Гужавина, Альфонса Жабы, Марка Кирнарского, Владимира Конашевича, Елизаветы Кругликовой, Дмитрия Митрохина, Анны Остроумовой-Лебедевой, Веры Семёновой-Тян-Шанской и других художников[6].

## Деятели искусства

### Родились
- 3 февраля — Лидия Милова, живописец (ум. в 2006).
- 9 февраля — Ярослав Крестовский, живописец (ум. в 2004).
- 15 марта — Соломон Эпштейн, живописец.
- 7 апреля — Марина Козловская, живописец.
- 9 апреля — Эрнст Неизвестный, скульптор.
- 29 мая — Май Митурич-Хлебников, народный художник РСФСР, лауреат Государственной премии РСФСР, действительный член Академии художеств СССР (ум. в 2008).
- 2 июня — Дмитрий Краснопевцев, художник (ум. в 1995).
- 9 июня — Антонина Долинина, живописец (ум. в 2004).
- 10 июня — Элий Белютин, художник и педагог (ум. в 2012).
- 15 июня — Василий Голубев, живописец (ум. в 1985).
- 7 июля — Гелий Коржев, живописец, народный художник СССР, лауреат премии имени И. Е. Репина.
- 12 июля — Ленина Гулей, живописец.
- 2 сентября — Борис Пак, живописец (ум. в 1987).
- 26 сентября — Герман Татаринов, живописец, заслуженный художник Российской Федерации (ум. в 2005).
- 5 октября — Александр Татаренко, художник (ум. в 1999)
- 19 октября — Андрей Кочетков, живописец (ум. в 2006).
- 1 ноября — Владимир Малевский, живописец (ум. в 1981).
- 27 ноября — Борис Николаев, живописец и график (ум. в 2007).
- 28 ноября — Ростислав Пинкава, живописец, график и педагог, заслуженный художник Российской Федерации.
- 16 декабря — Капитолина Румянцева, художница (ум. в 2002).

- Дмитрий Краснопевцев
- Борис Николаев
- Эрнст Неизвестный